# Bernhard Lehmann
Bernhard Lehmann (n. 11 ianuarie 1948, Großräschen, Brandenburg, Germania) este un bober german, medaliat olimpic. A participat la 3 ediții ale Jocurilor Olimpice (1976, 1984, 1988) în care a câștigat o medalie de aur, două medalii de argint și o medalie de bronz.